# Военный спуск
Военный спуск — улица Одессы, расположена в исторической части города, от Приморской улицы до пересечения с переулком Маяковского и Гаванной улицей.

## История
На месте современного исторического центра Одессы были две большие балки: Карантинная и Военная. Последняя отделяла южную часть Одессы, где располагались так называемые «присутственные места» (государственные учреждения, биржа и т. д.), от северной, где были военные казармы (преимущественно вдоль современной улицы Гоголя). Именно по этим казармам балка и получила своё название.
Военная балка начиналась на месте современной Греческой площади и тянулась к порту. Стороны балки соединялись несколькими мостами. Старейший из них — на месте пересечения с переулком Маяковского и началом Гаванной улицы не сохранился, другой — по улице Дерибасовской, третий, самый известный — Сабанеев мост.
Дном балки была проложена ведущая в порт дорога (спуск). Как наиболее важный транспортный маршрут спуск стал первой замощённой улицей в городе (1821). В 1830 году эта дорога получила название Портовый спуск. Современное название, Военный спуск, появилось у улицы в 1849 году. И до этого, и позже названия менялись. Так, в 1842 и в 1866 годах используется название Гаванский спуск (как дорога, ведущая к гавани). С 1856 году используется название Сабанеев (с вариантом Сабанеевский), от названия Сабанеева моста. Существовал даже вариант Сабанский спуск (указывается в 1861 и 1875), возможно в результате путаницы с Сабанским переулком. С 1867 года спуск стал частью Гаванной улицы, так что последняя вела к самому порту. Расположение напротив спуска Военной гавани порта дало повод для возникновения названия Военно-гаванский спуск (1870). Затем встречались названия Воронцовский спуск (1889) и Казенный спуск (1908).
На плане города, составленном архитектором Г. И. Торичелли в 1826 году, на левом борту Военной балки указаны всего лишь два небольших дома — вероятно, хлебные амбары.
После проведения работ по укреплению грунта, возведению контрфорсов, спуск начал застраиваться. К концу 1870-х годов нечетная сторона улицы имела лишь домов, а чётная — десять, в числе домовладельцев известные в Одессе фамилии: Воронцовы (№ 1), Тюнеевы (№ 3), Бодаревские (№ 5), Маврокордато (№ 7), Гагарины (№ 9, 11 и 18), Вучина (№ 2), Шульц (№ 8), Ковалевские (№ 10), Манук-Бей (№ 12), Чижевич (№ 14), Толстые (№ 16), Гурович (№ 20). Дома строились как доходные, близость к порту определяла торгово-ремесленный характер улицы.
При советской власти спуск был назван (22.7.1934) в честь известного советского полярного лётчика Молокова. В 1941 году спуск вернул название Военный, но только до 1946 года, когда предыдущее название было возвращено. В 1958 году было решено назвать спуск в честь французской революционерки и руководителя «Иностранной коллегии» в Одессе, Жанны Лябурб, расстрелянной на территории Второго еврейского кладбища 1 марта 1919 года.
По плану социалистической реконструкции города предполагалось создать широкий бульвар вокруг центра города по Александровскому проспекту через Греческую площадь и далее по Военному спуску.
2 июня 1995 улице было возвращено название Военный спуск.

## Достопримечательности

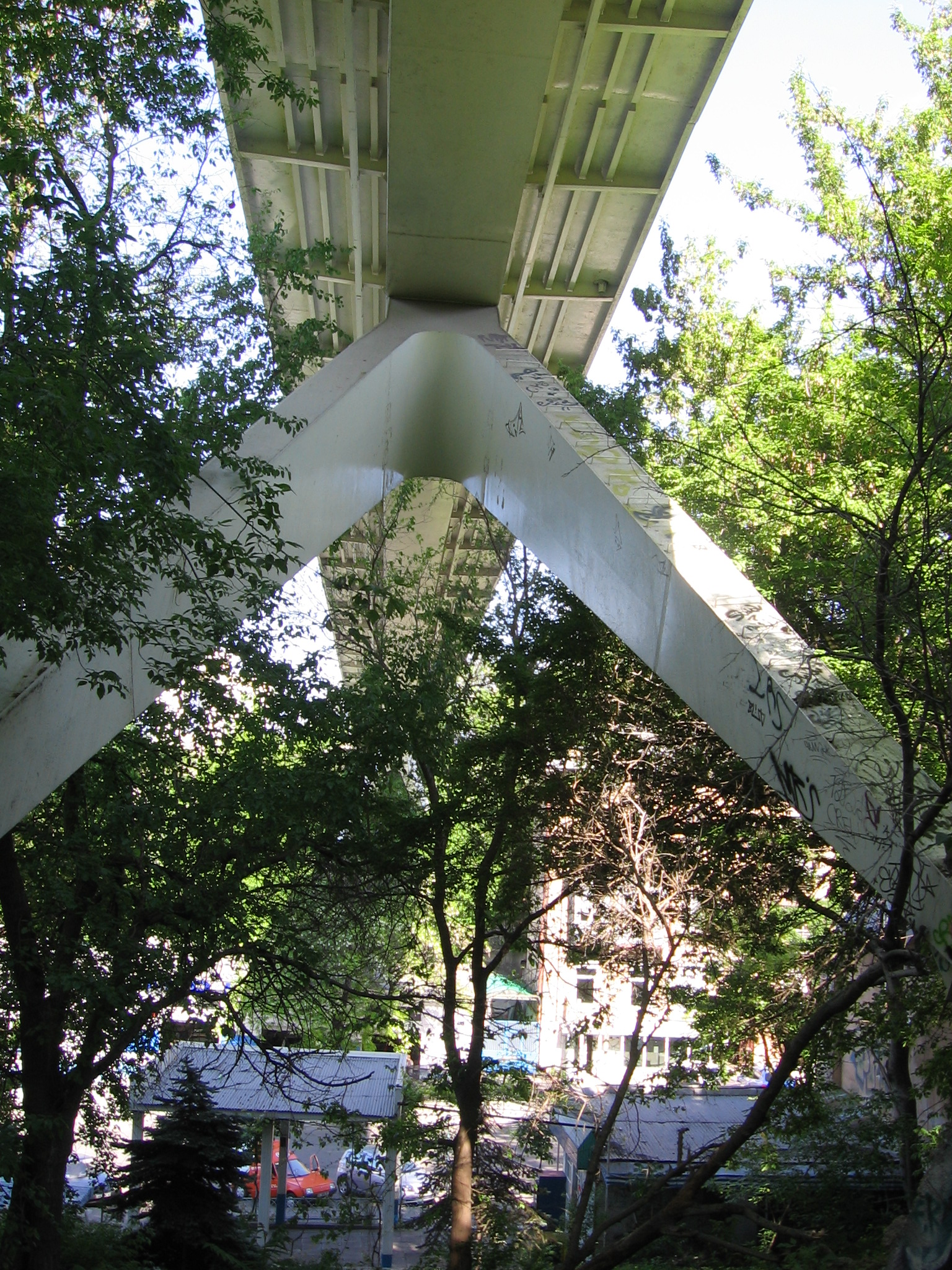
Тёщин мост, вид снизу

д. 1 — Доходный дом Е. Воронцовой-Дашковой
д. 3 — Дом Я. Наума (1910, архитектор А. С. Панпулов)
д. 18 — Дом Чижевича (1875, архитектор В. Г. Брунс)
Поверху Военный спуск пересекает Тёщин мост